# Massacre de Konduga (2013)
Le massacre de Konduga a lieu le 11 août 2013 pendant l'insurrection de Boko Haram.

## Déroulement
Le 11 août 2013, des jihadistes de Boko Haram vêtus d'uniformes de l'armée nigériane entrent dans le village de Konduga où de nombreux habitants servent dans les milices d'autodéfense. Les islamistes pénètrent dans la mosquée où les habitants sont en prière et ouvrent le feu sur la foule, 44 personnes sont tuées,.
Dans le district de Mafa, 12 autres personnes ont été assassinées dans leurs maisons par des islamistes dans le village de Ngom,.